# Хизр-хан (Караханід)
Хизр-хан (д/н — 1087) — 3-й каган Західнокараханідського ханства у 1080—1087 роках.

## Життєпис
Походив з алідської гілки Караханідів. Син Ібрагіма I. Заправління батька володів Ходжентом і східною частиною Ферганської долини.
1080 року після смерті брата Насра I успадкуваввладу. Невдовзівступив у протистояння з Арслан-шахом, маліком Хорасану. Хизр-хан зумів відбити вторгнення. В подальшому скористався протистоянням між Сельджукидами — Тоган-шахом, маліком Хорасану, і Текішем, еміром Балха і Тохаристану, — для здобуття самостійності.
При цьому зберігав мирні відносини зі Східнокараханідським ханством і сельджуцькими намісниками Хорезму. Завдяки цьому економічний розвиток держави тривав. Хизр-хан, як й його попередник, підтримував науковців та поетів. Хизр-хан карбував монети с титулом «ал-хакан ал-муаззам султан».
Помер 1087 року. Йому спадкував син Абу'л-Музаффар Ахмад-хан.